# Wairarapa-Erdbeben von 1855

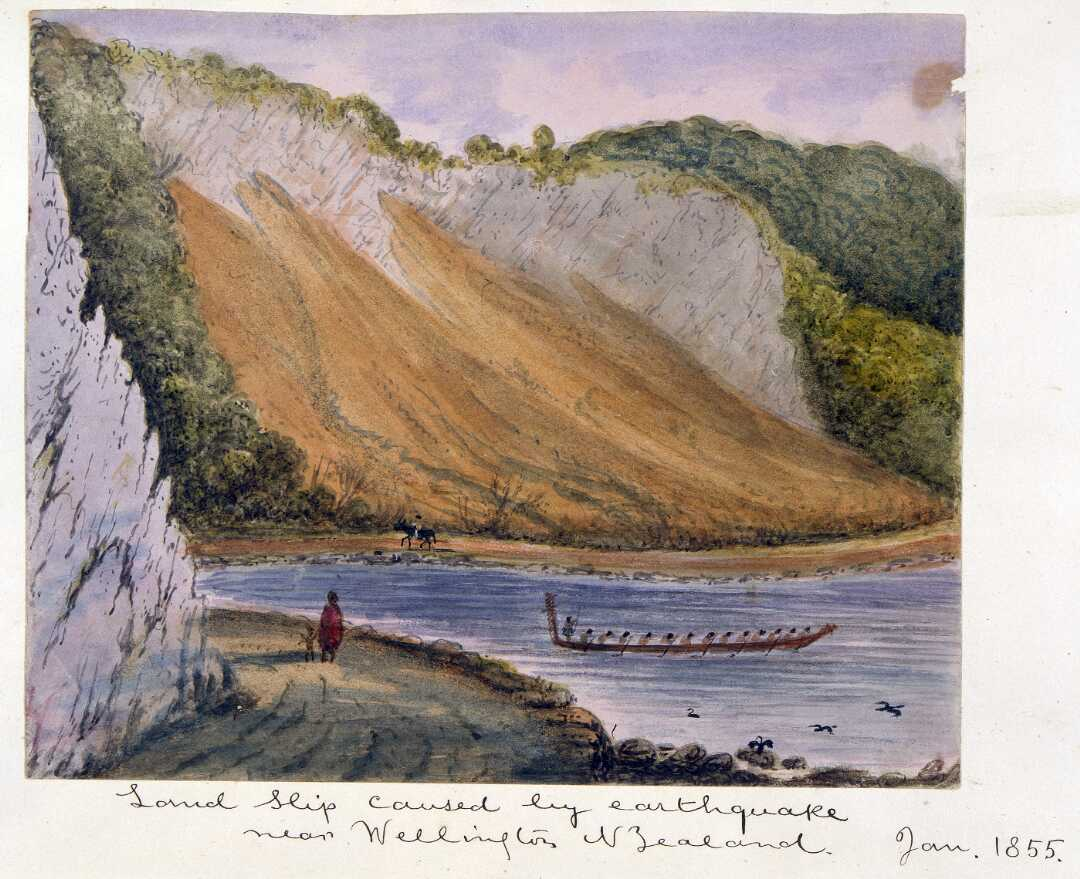
Darstellung eines Erdrutsches, ausgelöst durch das Wairarapa-Erdbeben

Das Wairarapa-Erdbeben von 1855 war für Wellington in Neuseeland das bisher folgenschwerste Erdbeben und wird auf Grund der Nähe des Epizentrums und der Auswirkungen des Bebens auf die Stadt häufig auch als Wellington-Erdbeben bezeichnet. Auch wird das Erdbeben als das bisher schwerste Erdbeben in der Geschichte Neuseelands seit Beginn der Aufzeichnungen im Jahre 1840 bezeichnet, und dies, obwohl der Verlust an Menschenleben mit Abstand geringer war als beim Hawke’s-Bay-Erdbeben von 1931.
Welche Bedeutung dieses Erdbeben für Wellington hatte und noch hat, wird auch dadurch unterstrichen, dass vom 8. bis zum 10. September 2005 im Museum of New Zealand Te Papa Tongarewa eigens ein Symposium zur 150. Jährung des Ereignisses stattfand und eine eingehende Betrachtung des Naturereignisses, auch unter dem Gesichtspunkt der Vorsorge für die Zukunft, vorgenommen wurde.
Am 23. Januar 1855, 15 Jahre nachdem die ersten Siedler den Hafen von Petone erreichten, veränderte abends um 21:32 Uhr ein Erdbeben der Stärke 8,2 auf der Richterskala die Landschaft der Region Wairarapa und die Gegend um Wellington.

## Geografie
Die Lage des Epizentrums des Bebens wurde von Grapes & Downes 1997 mit 41,4°S 174.5°E ±0,5° angegeben; das Hypozentrum lag in einer Tiefe von 25 km. Es befand sich damit am südwestlichsten Punkt der Wairarapa Fault, von der das Beben möglicherweise ausging. Andere Festlegungen gehen von einem Punkt nahe dem Ufer im nordwestlichen Teil der Palliser Bay aus, dort wo die Geländeanhebung mit über 6 Metern am höchsten war.
Die Bruchkante der Wairarapa-Verwerfung erstreckte sich über mehr als 100 km entlang der südöstlichen Flanke der Remutaka Range bis einige Kilometer nördlich von Masterton. Auf dieser Linie, nach Nordwesten hin abfallend, hob sich der Boden.

## Tektonische Umgebung
Die Wairarapa Fault und die Wellington Fault etwas weiter westlich, liegen in der Verlängerung der Taupō Volcanic Zone, die sich von Whakaari / White Island durch die Bay of Plenty, über Rotorua und über die aktiven Vulkane Mount Tongariro, Mount Ngauruhoe und Mount Ruapehu hinzieht. Die beiden Verwerfungen beidseitig der Remutaka Range haben ihre südwestliche Fortsetzung durch die Cookstraße zur Südinsel in der Wairau Fault, der Awatere Fault und der Clarence Fault. Da die Nordinsel komplett auf der Australischen Platte liegt und die sich darunter schiebende Pazifische Platte vom sogenannten Hikurangi Trog aus sich mit etwa 42 mm pro Jahr in westsüdwestliche Richtung verschiebt, führen die entstehenden Spannungen zu Erdbeben und zu den genannten Brüchen und Verwerfungen.

## Geologische und geografische Veränderungen
Im Jahr 2005 vorgenommene Untersuchungen ergaben, dass die Brüche, die an der südöstlichen Flanke der Remutaka Range entstanden, im Durchschnitt 15 bis 18 Meter breit waren und heute, mehr als 150 Jahre später, im Wairarapa-Tal noch recht einfach nachgewiesen werden können. Entsprechend den Gräben war der seitliche Versatz nach Nordwesten hin. Weitere Untersuchungen belegen, dass die zahlreichen durch das Beben ausgelösten Erdrutsche auf einer Fläche von 5.000 km² längs der Verwerfung am intensivsten waren, aber auf über 25.000 km², bis hin zum Whanganui River an der Westküste und zu Cape Kidnappers an der Ostküste, noch vorkamen. Die landschaftlichen Veränderungen dadurch waren gewaltig, sind für Laien heute aber nur noch schwer erkennbar.
Die deutlichste landschaftliche Veränderung war die Anhebung des Bodens um 6,4 Meter von der Bruchzone an nach Nordwesten und bis zur Westküste abfallend auf lediglich 0,3 Meter Hebung. So veränderte sich die Küstenlinie und der Wellington Harbour durch die Verschiebung der jeweiligen Uferzonen seewärts, wodurch sich das Hafenbecken entsprechend verkleinerte. Die Uferlinie in Höhe der Anlegestelle am Lambton Quay in Wellington zum Beispiel verschob sich um etwa 300 Meter. Der ehemalige Kai ist heute eine der begehrtesten und geschäftigsten Einkaufsstraßen der Stadt. Der Flughafen von Wellington profitiert heute ebenfalls vom Zugewinn an Fläche und zwar von Teilen der Lyall Bay. Am Turakirae Head, dem südlichsten Zipfel und Ausläufer der Remutaka Range, sind die ehemaligen Uferlinien noch sichtbar. Die Uferlinie von vor dem Erdbeben von 1855 liegt jetzt 4,7 m über der heutigen Uferlinie. Weitere 7,1 m höher ist eine weitere ehemalige Uferlinie zu erkennen, die von einem vorherigen Erdbeben mit Bodenanhebung stammte. Darüber sind noch zwei weitere Linien auszumachen, 3,7 m und nochmals 3,4 m höher, so dass die oberste erkennbare ehemalige Uferlinie insgesamt knapp 19 m über der heutigen Uferlinie liegt. Prognosen gehen davon aus, dass von der Wairarapa Fault in Zukunft weitere Beben mit Geländeanhebungen zu erwarten sind, wobei Experten die jeweiligen Veränderungen der Landschaft durch die zu erwartenden Erdrutsche für weitaus gravierender halten.

## Das Beben
Vor dem ersten Eintreffen der Schockwellen wollen Betroffene damals ein einminütiges dumpfes Rumpeln wahrgenommen haben. Dann folgte über etwa 90 Sekunden das Heben des Bodens unter starken Erschütterungen. 80 % der Schornsteine auf den Häusern hielten den Stoßwellen nicht stand, fielen herab und verursachten an den Holzhäusern die meisten Schäden. Die Konstruktionen der Holzhäuser hielten den Stößen besser stand als die aus Stein, eine Erfahrung, die die Bewohner von Wellington und Hutt Valley bereits beim Marlborough-Erdbeben von 1848 machten, das fast alle aus Ziegel gebauten Häuser zerstört hatte, weshalb sie in den Jahren danach bevorzugt auch auf Holz als Baumaterial setzten.
Trotz der Schwere des Bebens und der schon relativ umfangreichen Besiedlung der Gegend – Wellington zählte etwa 3.200 Einwohner und Hutt Valley etwa 1.600 Einwohner – lässt sich durch die Bauweise der Gebäude auch die geringe Anzahl von vier Todesopfern erklären. Einziger Todesfall in Wellington war ironischerweise ein Hotelbesitzer, der trotz Warnungen sein Hotel aus Ziegelsteinen bauen ließ und in den Trümmern seines Hotels umkam.
Ausgelöst durch die einseitige Anhebung des Bodens entstand im Hafenbecken ein Tsunami, der sich zuerst in Richtung Lambton Quay bewegte. Von See aus, von der Cookstraße, kam ein weiterer Tsunami herein. Man nimmt eine Höhe von 7 bis 10 m an, wobei in der Palliser Bay bis zu 10 Meter erreicht wurden und im Hafenviertel die Straßen bis zu 2,5 m unter Wasser standen. Die Tsunamis kamen in Wellen, durch Reflexionen verursacht, und hielten über Stunden in schwächer werdender Form an.